# Вильнюсский скоростной трамвай
Вильнюсский скоростной трамвай (лит. Vilniaus greitasis tramvajus) — непостроенная скоростная внеуличная транспортная система скоростного трамвая в столице Литвы Вильнюсе. Планировалась к открытию после 1995 года.

## История
Документ, подтверждающий намерение правительства Вильнюса улучшить систему городского транспорта и расширить ее новыми видами транспорта, точнее — городской железной дорогой, датируется 19 ноября 1970 года. Перед проектировщиками появилась задача Вильнюсского горисполкома: изучить возможности скоростного трамвая для городского транспорта. План маршрута для этого вида транспорта был предложен несколько лет спустя. Первая линия должна была соединить район Пилайте (Замчек) с центром города. Железнодорожные туннели и станции города были спроектированы в соответствии с действовавшими в то время столичными стандартами. В Вильнюсе были созданы две рабочие группы: одна по архитектуре под руководством Юозаса Язавитаса, а другая по геологическим исследованиям под руководством Антанаса Печкайтиса. Станции метро на трассе планировались на поверхности, а под Старым городом углубили на 30 метров, поэтому геологические скважины в старом городе были пробурены на глубину до 50 метров.
К сожалению, в 1990 году работы были остановлены, а подготовленная документация передана в архив.

## Линии[1]
В транспортной схеме Вильнюса было предусмотрено три линии скоростного трамвая.

### 1 Линия: Жилой район Судерве — аэропорт

#### Характеристики
Примерная длина линии 15 км.

#### Маршрут
Начиная с жилого района Судерве, линия должна была проходить по поверхности земли, в основном по зелёной разделительной линии между проезжей частью улиц, мимо Дома печати, далее улице Й. Жюгждос [ул. Теодоро Нарбуто] будет доходить до транспортного узла возле Педагогического института [Академия просвещения]. После пересечения его на трехуровневом перекрестке путь пройдет через подземный тоннель рядом с улицей Укмергес до улицы Ф. Дзержинскё [улица Калварию], по ней пересечет реку Вилия, затем проспект Ленина [пр. Гедимина] и продолжится под зданиями и улицами старого города до железнодорожного вокзала, а отсюда под землей до жилого района Науйининкай. В этом районе трамвай снова выйдет на поверхность и по улице Даряюус ир Гирено достигнет района Киртимай и аэропорта.

#### Станции
Всего на первой линии планировалось 13 станций. В надземной части от района Судерве до транспортного узла возле Педагогического института через каждые 600—800 метров планировалось разместить станции скоростного трамвая. В подземной части планировалось пять станций: «Торговый центр» (лит. Prekybos centras) рядом с гостиницей «Летува» (лит. Lietuva), «Проспект Ленина» (лит. Lenino prospektas) или же «Опера» (лит. Opera), «Площадь И. Черняховского» (лит. I. Černiachovskio aikštė), «Старый город» (лит. Senamiestis), «Вокзал» (лит. Stotis) станция должна была располагаться на привокзальной площади и «Капсу» (лит. Kapsų) в Науйининкае.

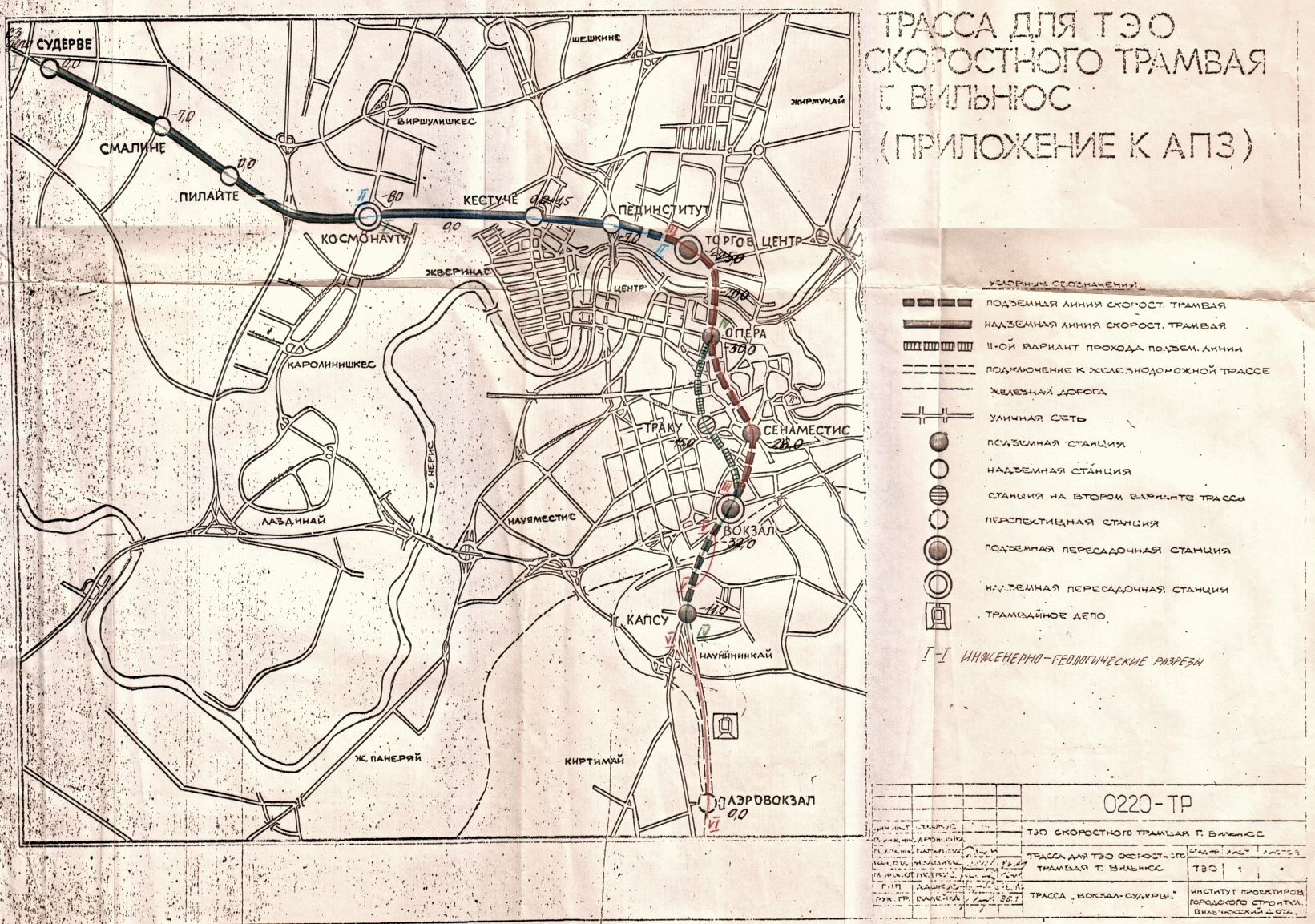
Схема первой линии

### 2 Линия: Пашилайчай — Лентварис

#### Характеристики
Вторая трамвайная линия должна была соединить район Пашилайчай с городом Лентварис. Примерная длина линии 23,5 км, из них 7 км должны были находится под землёй.

#### Маршрут
Через жилой район Шешкине линия пройдет в туннеле, на поверхности земли по улице Укмергес спустится с холма, повернет на улицу Жальгирё, снова въедет в туннель, дойдет до улицы Ф. Дзержинскиса [улица Калварию] и по ней до центра города. После пересечения первой трамвайной линии на другом уровне по улице Укмергес [проспект Конституции], под землёй пересечёт реку Вилия (между универсальным магазином и гостиницей «Летува»), пройдёт под площадью Ленина, поднимется в гору и по улице Й. Басанавичяус и проспекту Раудоносёс Армийос [проспект Саванорю] дойдёт к Лаздинайскому мосту. Отсюда линия выйдет на поверхность земли и по проспекту Райдоносёс Армийос [проспект Саванорю] достигнет промышленного района Жямейи Паняряй. В дальнейшем линия поднимется на гору и пойдет по направлению в Лентварис.

#### Станции
На этой линии планировалось установить шесть подземных станций: в Шешкине, на улице Ф. Дзержинскё [улица Калварию] около коллективного рынка, на улице Укмергес [на проспекте Конституции], совпадающая со станцией первой линии, в районе площади Ленина [площадь В. Кудиркос], на пересечении улиц Й. Басанавичяус и В. Монтвилос [улица Швитригайлос], а также в районе перекрестка проспекта Раудоносёс Армийос [проспект Саванорю] и улицы Й. Жямайтес.

### 3 Линия: Вокзал — Сантаришкес

#### Характеристики
Третьей планируемой трамвайной линией в Вильнюсе является Железнодорожный вокзал — Сантаришкес, приблизительная длина которой составляет 15,5 км, из которых 1,5 км находится под землёй в туннеле. Эту линию предлагалось проложить вблизи улиц по специальной полосе, изолированной от движения транспорта и пешеходов красивым забором.

#### Маршрут
Маршрут будет проходить от железнодорожного вокзала по улице Панярю до транспортного узла на проспекте Раудоносёс Армийос [проспект Саванорю], рядом с Лаздинайским мостом, пересечет реку Вилия, по проспекту Космонауту [проспект Лайсвес] через районы Лаздинай, Каролинишкес, Виршулишкес, Пашилайчай, Фабийонишкес и улицы Атейтес и Тарибу [улица Гяляжинё Вилко] достигнет района Сантаришкес.

## Депо
Депо метротрамвая должно было располагаться в районе улицы Викингу (лит. Vikingų gatvė).